# Melodie napoletane
Melodie napoletane è una raccolta del 1999 di Mario Merola.

## Tracce
1. 'O zampugnaro (3:21)
2. 'O puveriello (3:24)
3. 'O vico (3:20)
4. Napule mio (2:37)
5. 'A dolce vita (2:55)
6. 'O vendicatore (3:24)
7. 'O segno e' Zorro (4:08)
8. Fantasia (2:36)
9. 'E cumparielle (2:54)
10. Caino e Abele (2:51)
11. In nome della legge (3:01)
12. Passione eterna (3:33)
13. Busciarda e bella (3:17)
14. Ciento catene (3:52)
15. Dal Vesuvio con amore (3:07)
16. Cumpagno e cella (3:27)
17. 'E brillante d'a Madonna (3:26)
18. 'E vvarchetelle (3:20)
19. Canzone marenaresca (3:18)
20. Cchiù forte 'e me (3:01)